# Диппер и Мэйбл против будущего
«Диппер и Мэйбл против будущего» (англ. Dipper and Mabel vs. the Future) — 17 серия 2 сезона американского мультсериала «Гравити Фолз».

## Сюжет
Эпизод начинается с того, что Мэйбл будит Диппера при помощи «Мистера Внизголовикова» — приклеиных «глаз» к подбородку Мэйбл. Брат говорит ей, что она не делала это с третьего класса. Мэйбл напоминает Дипперу, что до их 13-летия осталась всего неделя (их день рождения 31 августа, в последний день лета — в эту дату они официально станут подростками), о чём Диппер забыл, и не заметил, что лето почти прошло. В комнату входят Стэн и Зус, и говорят, что они очень ждут будущее.
Близнецы планируют устроить вечеринку в Хижине Чудес, но Стэн запрещает им это делать после прошлого случая с вечеринкой и зомби-апокалипсисом. Зус предлагает им отпраздновать в школьном спортзале. Близнецы хотят туда отправиться вместе, но Диппера зовёт Форд, говоря о том, что у него горит лицо.
Хоть лицо у Форда и правда горело (он брился таким образом, так как это по его же словам быстрее), Диппера он позвал, чтобы рассказать ему ужасную новость — контейнер с межпространственной трещиной начал трескаться и может случится катастрофа, имеющая такое название как «Странногеддон». Её можно залатать только с помощью клея неземного происхождения, поэтому они оба отправились на его добычу. Мэйбл даёт Дипперу рюкзак с рацией и он удаляется.
В это время Мэйбл и Зус отправляются в спортзал и встречают там Венди, которая рассказывает им весь ужас старшей школы. После этого Мэйбл выходит из школьного спортзала расстроенной. Она пытается связаться с Диппером по рации, говоря, что они могут устроить вечеринку в спортзале, но будущее средней школы становится мрачным. Диппер не может ответить, так как на его стороне слишком много помех. Зус садится рядом с Мэйбл и предлагает ей разнести приглашения своим друзьям. Позже они уезжают.
Форд приводит Диппера на холм и раскрывает тайну — под землёй находится разбитое НЛО, потерпевшее крушение много миллионов лет назад. У Форда был большой опыт работы с этим кораблём, потому что отсюда он брал запчасти и материалы, чтобы построить портал в другую вселенную. Он уверяет Диппера, что все инопланетяне, находившиеся внутри, «вероятно» мертвы уже миллионы лет. Форд открывает люк на холме с помощью магнитной пушки, и двое спускаются по нему в глубины космического корабля.
Внутри космического корабля Форд и Диппер ходят вокруг, пытаясь найти внеземной клей, достаточно мощный, чтобы запечатать трещину в разломе. Они проходят через корабль, на стенах которого есть послания, написанные кодом, разрушенные машины и скелеты пришельцев. Диппер успевает сделать селфи внутри инопланетного корабля. Форд использует свою магнитную пушку, чтобы спуститься по нескольким металлическим колоннам, чтобы пройти дальше в корабль, но Диппер не боится прыгать за ним. Собравшись с силами, он всё-таки использует магнитную пушку, но в итоге она прикрепляет его к потолку, а не тянет вниз.
Чтобы исправить плохое настроение, Мэйбл едет к своим подружкам — Гренде и Кэнди, и разочаровывается ещё больше: их не будет на её вечеринке и она даже не успеет попрощаться с подругами в конце лета. Она опять пытается связаться с Диппером, но тот не отвечает.
После проникновения в хранилище НЛО Диппер и Форд случайно активируют систему защиты. Не заметив этого, они продолжают поиски клея. Форд обсуждает с Диппером будущее последнего и предлагает ему стать его учеником. Но, Диппер думает о семье, о Мэйбл и о том, сможет ли он. Случайно он стреляет из магнитного пистолета по металлической детали и обнаруживает искомый клей. Вдруг прилетают охранные дроиды. Форд говорит Дипперу, что надо перестать испытывать страх и они деактивируются, посчитав, что угроза устранена. Диппер не справляется со своим страхом и один из дроидов открывает огонь по нему. Форд хватает Диппера и кувырком уводит их с линии огня. Развернувшись, он стреляет по роботу из магнитного пистолета, но тот перед своим взрывом успевает выстрелить и ранить Форда. Второй дроид хватает его и запихивает внутрь себя. Он устремляется к летательным капсулам. Диппер бежит за ним. Форд объясняет, что он улетит туда, откуда уже не вернуться и просит его забыть о нём и заклеить трещину. Диппер заряжает пистолет и примагничивает себя к корпусу летательного аппарата. В ходе полёта он пускает электромагнитный импульс и корабль падает в лесу. Освободив вырубленного Форда, Диппер замечает ещё одного дроида. Он перестаёт испытывать страх перед ним и тот деактивируется. Форд, очнувшись, говорит Дипперу, что мало кто в 12 лет смог бы сделать то, что сделал он. Диппер осознал, что для подобных деяний нужно быть смелым и уверенным в себе, а он таковым и является. Форд спрашивает его ещё раз о том, не хочет ли он стать его учеником, говоря, что вместе они останутся в Гравити Фолз и продолжат его исследовать. Диппер соглашается и они в обнимку уходят домой. Но рация в момент их разговора об ученичестве была включена и Мэйбл всё это слышала…
После того, как Диппер вернулся домой, он говорит Мэйбл, что это был лучший день в его жизни. Он замечает, что она не реагирует, и спрашивает, что с ней. У неё этот день — худший в её жизни. Скоро лето кончится, все дорогие ей люди исчезнут, но она рассчитывала, что хоть Диппер останется с ней, а теперь и он её бросает. Диппер пытается её успокоить, но плачущая Мэйбл убегает в лес, нечаянно захватив не свой рюкзак, а Диппера, в котором находится контейнер с трещиной.
В лесу Мэйбл продолжает грустить, обнаруживав, что она взяла портфель Диппера. Тут внезапно появляется старый знакомый — Блендин, путешественник во времени. Он случайно услышал фразу Мэйбл «вот бы лето длилось вечно» и рассказывает ей о пузыре времени, в котором время замедляется. Для того, чтобы его создать, ему нужна межпространственная трещина, как раз лежащая в рюкзаке.
Расстроенный Диппер идёт в подвал к Форду, который сразу понял, в чём дело. Диппер говорит, что, возможно, принимает неверное решение. Форд уверяет, что всё устаканится и предлагает заклеить трещину. Диппер лезет в сумку и обнаруживает, что это сумка Мэйбл. Это значит, что его рюкзак находится у Мэйбл.
Тем временем Мэйбл обнаруживает в портфеле ту самую трещину и после некоторых колебаний отдаёт контейнер с ней путешественнику. Блендин как бы случайно разбивает его. Билл, вылетает из Блендина (тот при этом потерял сознание), и усыпляет Мэйбл щелчком пальцев. До того, как это произошло, она поняла, что совершила большую ошибку.
На небе образуется трещина, рассекающая границы между Царством кошмаров и нашим миром. Диппер с Фордом выбегают из Хижины и видят, что уже слишком поздно.
На город и всю Вселенную надвигается ужаснейшая катастрофа. Начинается Странногеддон.

## Вещание
В день премьеры эпизод посмотрели 942 тысячи человек.

## Отзывы критиков
Обозреватель развлекательного веб-сайта The A.V. Club Аласдер Уилкинс поставил эпизоду оценку «A-», так как он считает, что «Форд остаётся интересным дополнением к сериалу, потому что есть несколько совершенно определённых способов, с помощью которых он гораздо опаснее, чем Дядя Стэн». Далее он пишет следующее: «Как и следовало ожидать от человека, чья последняя схватка с братом-близнецом оставила его на десятилетия застрявшим в каком-то адском альтернативном измерении, Форд испытывает не слишком доверия к братским узам, и его предложение сделать Диппера своим учеником направлено на то, чтобы разделить близнецов, как ничто другое. Конечно, Форд не совсем так понимает свои действия, поскольку он вполне правдоподобно утверждает, что просто пытается дать Дипперу возможность полностью реализовать свой потенциал. Но в том-то и дело, что он считает, что Диппер должен быть сам по себе, чтобы полностью раскрыть свой потенциал, потому что только когда Стэн покинул картину, Форд стал всем, чем он мог быть. В действиях Форда нет злого умысла, но есть много эгоизма и нерешённых проблем, и он не понимает или даже не принимает во внимание, что у Диппера и Мэйбл фундаментально здоровые отношения, которых никогда не было у него с братом».
По мнению критика, это «блестящий эпизод мультсериала, который успешно справляется с небольшой зависимостью от повествовательной стенограммы в отношении отчаяния Мэйбл благодаря по-настоящему душераздирающим выступлениям и анимации. Этот эпизод, вероятно, запомнится как эпизод, в котором Билл Шифр обманывает Мэйбл и заставляет её устроить ад на Земле, но это гораздо больше, чем просто эпизод. Это последнее испытание для Диппера. Это меланхоличное предчувствие нежелательного будущего. Это тонкое исследование того, насколько тихо запутался Форд. Это большой инопланетный боевик. Эпизод является близким к совершенству».

## Криптограммы
Титры
В титрах есть криптограмма ETX CPI ASTD GI?, которая расшифровывается как DID YOU MISS ME? (Вы скучали по мне?).
Изображение в конце
В конце эпизода на странице криптограммы есть шифр: 4-16-19 8-6-9-8-16-19-21-25 5-19-19-11-19-20 18-23-6 23-1-23-25 22-3-4 18-15-10-23-12-12-25 1-19’2-19 6-19-23-21-16-19-20 4-16-19 20-23-25 17-15-2-19 3-8 4-16-19 8-23-5-4. 19-11-22-6-23-21-19 4-16-19 5-4-6-23-10-17-19. 19-2-19-6-25-4-16-15-10-17 25-9-3 21-23-6-19 23-22-9-3-4 1-15-12-12 21-16-23-10-17-19. После расшифровки получается: HE PROPHECY SEEMED FAR AWAY, BUT FINALLY WE’VE REACHED THE DAY, GIVE UP THE PAST. EMBRACE THE STRANGE. EVERYTHING YOU CARE ABOUT WILL CHANGE (Пророчество казалось далёким, но наконец наступил тот день, забудьте прошлое. Примите странное. Всё, что вам дорого изменится)>.